# Holsteiner (äpple)

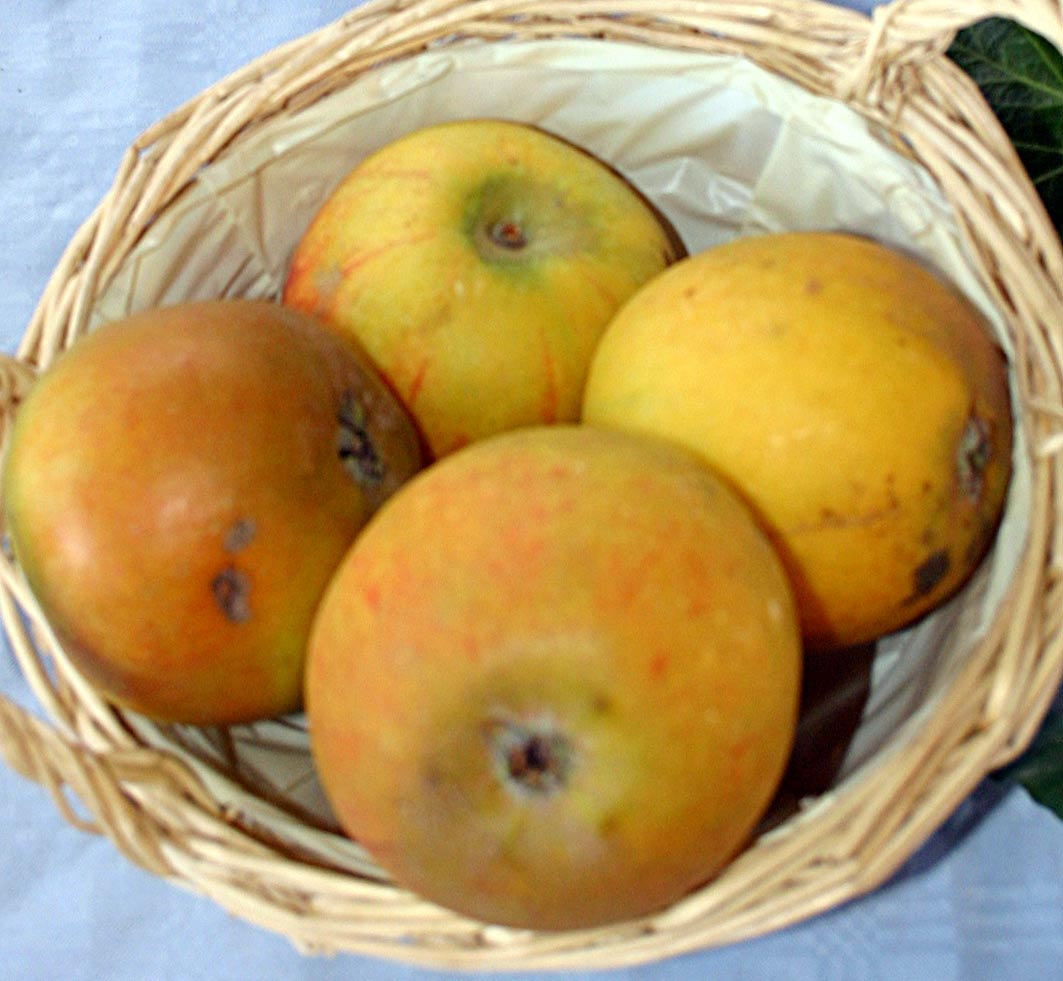
Holsteiner

Holsteiner är en äppelsort och har sitt ursprung i Tyskland. Köttet på detta äpple är grovt, fast, saftigt och syrligt. Äpplet mognar i november och kan därefter lagras ett par månader. Äpplet passar både som ätäpple och som köksäpple. Holsteiner pollineras av bland annat Ingrid Marie och James Grieve. Sorten är triploid. I Sverige odlas Holsteiner gynnsammast i zon 1-2. Dagar mellan blomning och skörd 132. Medelvikt 196 gram, densitet 0,85, sockerhalt 14,6%, syrahalt 0,82%, sorbitol 0,62%. .
Äpplemust från denna sort har 0,70% syra och 14,2% socker.
Äpplet heter i vissa andra länder Holsteiner Cox.